# Châteaurenard
Châteaurenard je naselje in občina v jugovzhodnem francoskem departmaju Bouches-du-Rhône regije Provansa-Alpe-Azurna obala. Leta 2009 je naselje imelo 14.000 prebivalcev.

## Geografija
Kraj leži v pokrajini Provansi 11 km južno od središča Avignona.

## Uprava
Châteaurenard je sedež istoimenskega kantona, v katerega so poleg njegove vključene še občine Barbentane, Eyragues, Graveson, Noves in Rognonas s 34.499 prebivalci.
Kanton Châteaurenard je sestavni del okrožja Arles.

## Pobratena mesta
- Altenholz (Schleswig-Holstein, Nemčija),
- Villanova d'Asti (Piemont, Italija).